# Киган, Мишель
Мишель Киган (англ. Michelle Keegan; род. 3 июня 1987, Стокпорт, Великобритания) — английская актриса.

## Биография
Мишель Киган родилась 3 июня 1987 года в городе Стокпорт, Великобритания в семье Майкла Кигана и Джеки Тернер. Её прабабушка по материнской линии была гибралтаркой, которая вышла замуж за британского солдата, дислоцированного в Гибралтаре, у неё также есть дальние итальянские предки. У неё ирландское происхождение по отцовской линии
. Училась в средней школе Святого Патрика в Сэлфорде, затем в актёрской школе Манчестера.
Дебютировала в 2008 году в сериале «Улица Коронации», в котором снималась до 2014 года. Снималась для журнала «FHM». В 2014—2015 годах играла фею Динь-Динь в европейском турне театральной постановке «Питер Пэн».
В 2017 году Мишель Киган сотрудничала с брендом одежды Lipsy со своей собственной коллекцией.
В настоящее время она исполняет главную роль Эрин Крофт в комедийно-драматическом сериале Sky One «Без гроша», который стартовал в 2019 году.
22 февраля 2022 года Киган была приглашенным судьей на драг-шоу RuPaul’s Drag Race: UK vs the World.

## Личная жизнь
С 2006 по 2008 год Мишель встречалась с актёром Энтони Куинланом. С 2008 по 2010 год она встречалась с моделью Брэдом Говардом. В декабре 2010 года была помолвлена с вокалистом «The Wanted» Максом Джорджем, но в середине 2012 года рассталась с ним. В декабре 2012 года начала встречаться с Марком Райтом. В сентябре 2013 года состоялась помолвка. 24 мая 2015 года они поженились 6 марта 2025 года у пары родилась дочь Пальма Элизабет Райт

## Фильмография
| Год          |   | Русское название                     | Оригинальное название            | Роль                    |
| ------------ | - | ------------------------------------ | -------------------------------- | ----------------------- |
| 2008—2014    | с | Улица Коронации                      | Coronation Street                | Тина Макинтайр          |
| 2008         | ф | Улица коронации: Прочь из Африки     | Coronation Street: Out of Africa | Тина Макинтайр          |
| 2009         | с | Красный карлик: Возвращение на Землю | Red Dwarf: Back to Earth         | камео                   |
| 2013         | с | Сумасшедшая жизнь Лемона             | Lemon La Vida Loca               | камео                   |
| 2015         | с | Обычная ложь                         | Ordinary Lies                    | Трейси Шоукросс         |
| 2016—2017    | с | Пьяная история                       | Drunk History                    | королева Мария/Элизабет |
| 2016         | с | Плебеи                               | Plebs                            | Урсула                  |
| 2016—2020    | с | Наша девочка                         | Our Girl                         | Джорджи Лейн            |
| 2017         | с | Тина и Бобби                         | Tina and Bobby                   | Тина Мур                |
| 2017         | с | Выставка фотографий Кита и Пэдди     | The Keith & Paddy Picture Show   | Лея Органа              |
| 2018         | ф | Переполох в Стрэнджуэйс              | Strangeways Here We Come         | Деми                    |
| 2019 — н. в. | с | Голяк                                | Brassic                          | Эрин Крофт              |
| 2023 — н. в. | с | Десять фунтов стерлингов             | Ten Pound Poms                   | Кейт Торн               |
| 2024         | с | Единожды солгав                      | Fool Me Once                     | Майя Стерн              |

### Театральные постановки
| Год(ы)    | Название  | Роль      | Примечания |
| --------- | --------- | --------- | ---------- |
| 2014–2015 | Питер Пен | Динь-Динь | [ 19 ]     |

## Награды и номинации
| Год  | Награда                    | Категория                             | Работа          | Результат |
| ---- | -------------------------- | ------------------------------------- | --------------- | --------- |
| 2008 | British Soap Awards        | Best Newcomer                         | Улица Коронации | Победа    |
| 2008 | National Television Awards | Most Popular Newcomer                 | Улица Коронации | Номинация |
| 2008 | TV Quick Awards            | Best Soap Newcomer                    | Улица Коронации | Победа    |
| 2009 | British Soap Awards        | Sexiest Female                        | Улица Коронации | Победа    |
| 2010 | British Soap Awards        | Sexiest Female                        | Улица Коронации | Победа    |
| 2011 | British Soap Awards        | Sexiest Female                        | Улица Коронации | Победа    |
| 2011 | TV Quick Awards            | Best Soap Actress                     | Улица Коронации | Номинация |
| 2012 | British Soap Awards        | Sexiest Female                        | Улица Коронации | Победа    |
| 2012 | TV Quick Awards            | Best Soap Actress                     | Улица Коронации | Победа    |
| 2013 | British Soap Awards        | Best Actress                          | Улица Коронации | Номинация |
| 2013 | British Soap Awards        | Sexiest Female                        | Улица Коронации | Победа    |
| 2013 | National Television Awards | Most Popular Serial Drama Performance | Улица Коронации | Номинация |
| 2014 | British Soap Awards        | Sexiest Female                        | Улица Коронации | Победа    |
| 2014 | National Television Awards | Most Popular Serial Drama Performance | Улица Коронации | Номинация |
| 2015 | FHM                        | Sexiest Woman in the World            |                 | Победа    |